# Nancy Sullivan (antropóloga)
Nancy Sullivan (1957-Nueva York, 16 de julio de 2015), fue una politóloga y antropóloga estadounidense. 
Estudió en la Universidad de Princeton, y realizó un máster en arte en la Hunter College y finalmente un doctorado en antropología en la Universidad de Nueva York.
Trabajó como antropóloga en Papúa Nueva Guinea donde cobró notoriedad por sus esfuerzos por preservar las culturas tribales y proteger su hábitat del avance de las operaciones forestales y mineras. También documentando y preservando un sistema de arte rupestre en cuevas de la región de Karawari, con imágenes milenarias. 
Fue madre adoptiva de nueve niños. 
Falleció 16 de julio de 2015 a los 57 años, en accidente automovilístico.